# Paul Colas
Paul René Colas (Parigi, 6 maggio 1880 – Parigi, 9 settembre 1956) è stato un tiratore a segno francese.
Ha partecipato a quattro edizioni dei giochi olimpici (1908, 1912, 1920 e 1924) conquistato quattro medaglie.

## Palmarès
Olimpiadi
- 4 medaglie:
  - 2 ori (carabina libera individuale e carabina militare 600 metri a Stoccolma 1912)
  - 1 argento (fucile a squadre a Parigi 1924)
  - 1 bronzo (carabina piccola a squadre a Londra 1908)